# Fatalii

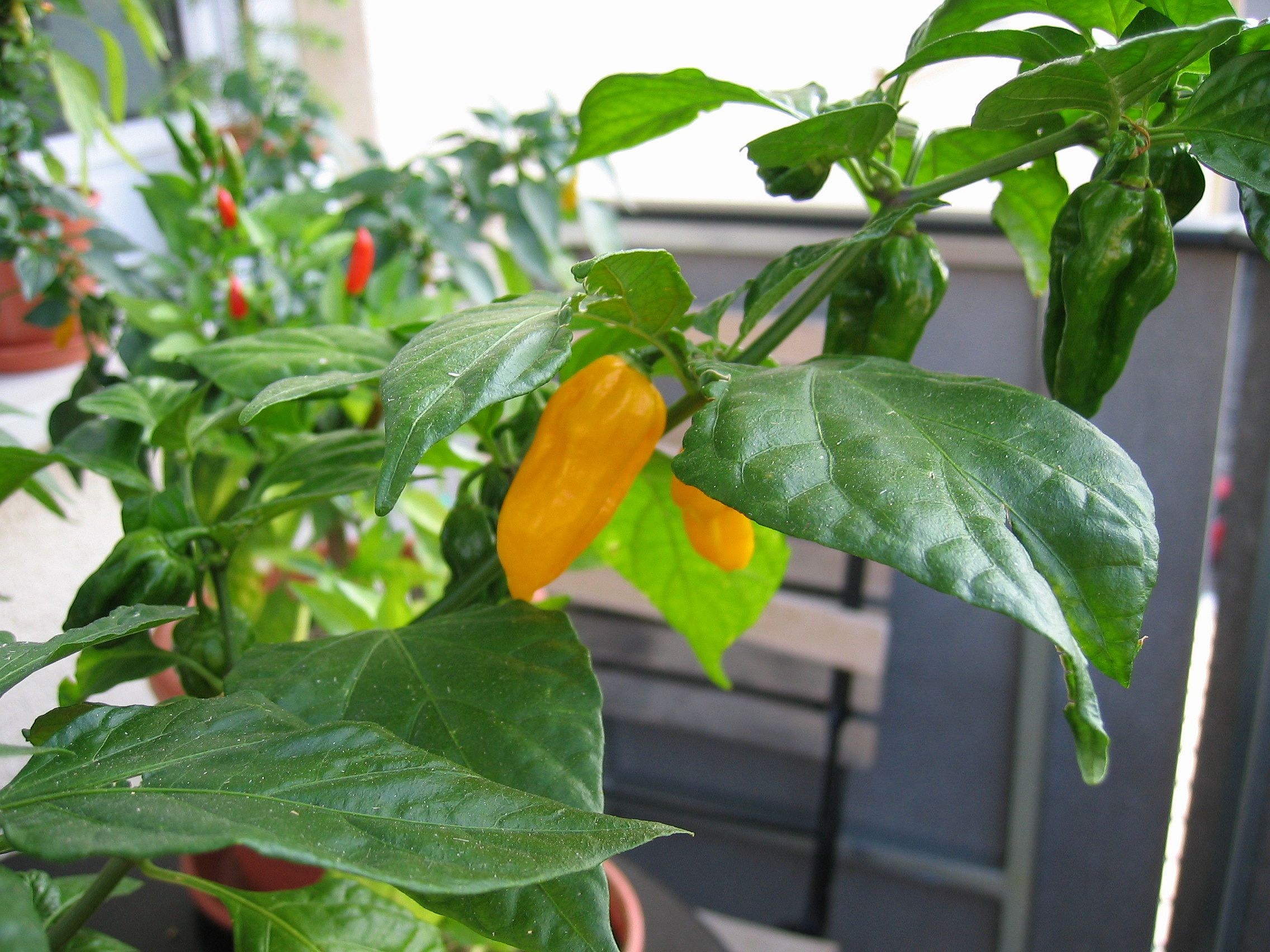
Fatalii (Capsicum chinense)

Fatalii ist eine Sorte der Pflanzen-Art Capsicum chinense. Sie gehört zur Gattung Paprika (Capsicum) in der Familie der Nachtschattengewächse (Solanaceae). Fataliis sind mit den besser bekannten Habaneros verwandt und gehören genau wie diese zu den schärfsten Chilis.

## Vorkommen
Die Sorte stammt aus Zentralafrika und entstand wahrscheinlich durch frühe Züchtungen von heimkehrenden Sklaven aus der Karibik. 

## Beschreibung
Die Pflanzen haben eine Höhe von ca. 50 bis 70 cm. Die Früchte werden 6 bis 8 cm lang und etwa 3,5 cm breit. Die Oberfläche der Frucht ist dabei etwas rau und runzelig und reift gelb ab, wobei es auch einige rote Varianten gibt. Charakteristisch ist die ausgeprägte Spitze der Früchte, die meisten anderen Sorten der Art haben meist abgerundete Spitzen. Die Früchte enthalten wenig Samen.

## Verwendung
Fataliis gehören genauso wie Habaneros zu den schärfsten Chilis. Die auf der Scoville-Skala gemessenen Werte für Früchte der Sorte Fatalii betragen zwischen 100.000 und 500.000 Einheiten. Der Geschmack ist, abgesehen von der extremen Schärfe, zitronig-fruchtig.
Fatalii-Früchte passen in fruchtige exotische Salsas mit Ananas, Bananen oder Mangos. Da sie dünnfleischig sind, lassen sie sich überdies gut trocknen und beispielsweise zu Chilipulver verarbeiten.